# Cylicasta
Cylicasta – rodzaj chrząszczy z rodziny kózkowatych i podrodziny zgrzypikowych.

## Zasięg występowania
Przedstawiciele tego rodzaju występują w Ameryce Środkowej i Południowej od Nikaragui na północy po Argentynę na południu.

## Systematyka
Do Cylicasta należy 7 gatunków:
- Cylicasta coarctata
- Cylicasta difficilis
- Cylicasta liturata
- Cylicasta mariahelenae
- Cylicasta nysa
- Cylicasta parallela
- Cylicasta terminata